# Mohammed Sajid
Mohammed Sajid (en arabe : محمد ساجد), né le 9 novembre 1948 à Settat au Maroc, de parents berbères originaires de Taroudant, est un homme d'affaires et un homme politique marocain. Il est le président du Conseil de la commune urbaine de Casablanca et député de la circonscription de Taroudant-Chamalia pour le compte de l'Union constitutionnelle. Son frère, El-Mostafa Sajid, est le président de l'Association marocaine des industries de textile et habillement (Amith).

## Origines et études
Mohammed Sajid est né le 9 novembre 1948 à Settat au Maroc, de parents originaires de Taroudant.
Propriétaire terrien, il préside plusieurs sociétés industrielles dont la plus emblématique est "Mazafil". Il s'est également lancé dans l'immobilier en créant en 2007n une société de promotion de l'immobilier "Mazagan Océan SARL".
Il est arrivé dans la politique en 1993, lorsque le ministre de l'intérieur Driss Basri avait décidé d'ouvrir le Parlement au monde économique . 
Député de Taroudant, il a réussi à faire construire par l'État 500 km de routes à travers une région montagneuse et enclavée grâce à des contacts des Marocains résidents à l'étranger qui ont financé près du tiers des routes.  

## Maire de Casablanca
Mohammed Sajid a été mené à la tête de Casablanca dans le cadre de l'unité de la ville, il fallait un homme pour mener les plans du ministère de l'Intérieur. C'est avec cette volonté politique que cet ami de l'ex premier ministre Driss Jettou a été élu. Il a été soutenu par 86 conseillers sur 131 que compte la mairie de Casablanca.
Le 12 juin 2009, il est élu aux élections communales dans la commune de Ain Chock à Casablanca.
Le 22 juin 2009, il est réélu à la tête du conseil de la ville de Casablanca (poste qu’il occupe depuis 2003) avec 83 voix pour 115 votants pour un mandat de 6 ans grâce à l'alliance avec le Parti Authenticité et Modernité (PAM), Parti de l'Istiqlal (PI), et du Mouvement populaire (MP) et après avoir tourné le dos à ses anciens alliés du Parti de la justice et du développement (PJD). Il démissionne  le même jour. La raison majeure repose certainement sur le code de conduite imposé par le Parti Authenticité et Modernité (PAM) de Fouad Ali el-Himma. Sajid est revenu sur sa déclaration et a repris la mairie.

### Affaires
En 2011 une enquête a été ouverte contre Sajid maire de la ville et contre le patron de la Lydec pour dissipation de deniers publics et de corruption,.
En mars 2014, on apprend qu'il loue des appartements appartenant à une société dont il est actionnaire, à des entreprises publiques. Une violation à la loi, qui stipule que sont interdites les prises d'intérêts personnelles. Le maire na fait aucun commentaire,.